# Linda (voornaam)
Linda is een meisjesnaam.
Het is een verkorte vorm van namen met de Germaanse stam -lind, zoals Ermeline, Sieglinde of Gerlinde. Dat betekent "schild van lindehout" of "slang" (als kenner van geheimen).
De herkomst van de naam Linda kan ook Spaans zijn, het kan afgeleid zijn van lindo wat "mooi" betekent.
Een variant op de naam is Linde.

## Bekende naamdraagsters

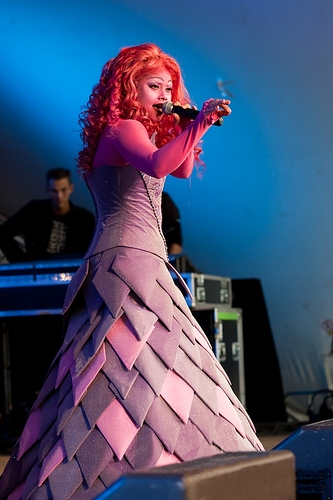
Linda Wagenmakers

- Linda Hamilton
- Linda Blair
- Linda McCartney
- Linda van Dyck
- Linda Evangelista
- Linda Gray
- Linda Lovelace
- Linda de Mol
- Linda Perry
- Linda Ronstadt
- Linda Wagenmakers
- Linda Mertens

## Liedjes met "Linda" in de titel
- Bart Peeters, cover van de originele versie van Will Tura
- DC Lewis
- Frank Boeijen Groep
- Jan Puimège
- Tee Set
- Status Quo
- Martin Solveig